# Diademvävare
Diademvävare (Ploceus preussi) är en fågel i familjen vävare inom ordningen tättingar.

## Utbredning och systematik
Fågeln förekommer från Guinea och Sierra Leone till södra Kamerun, Gabon och nordöstra Kongo-Kinshasa. Den behandlas som monotypisk, det vill säga att den inte delas in i några underarter.

## Status
Arten har ett stort utbredningsområde och beståndet anses vara stabilt. Internationella naturvårdsunionen IUCN listar den därför som livskraftig (LC).

## Namn
Fågelns vetenskapliga artnamn hedrar Paul Preuss (1861-1926), tysk botaniker och samlare i Västafrika 1886-1888. Tidigare kallades den preussvävare även på svenska, men tilldelades 2024 ett mer informativt namn av BirdLife Sveriges taxonomikommitté.